# Preăh Nét Preăh (dystrykt)
Preăh Nét Preăh (khm. ស្រុកព្រះនេត្រព្រះ) – dystrykt (srŏk) w północno-zachodniej Kambodży, w południowo-wschodniej części prowincji Bântéay Méanchey. Siedzibą administracyjną jest miasto Preăh Nét Preăh. W 1998 roku zamieszkiwany przez 70 673 mieszkańców.

## Podział administracyjny
W skład dystryktu wchodzi 8 gmin (khum):
- Chhnuor Mean Chey
- Chob
- Phnum Lieb
- Prasat Char
- Preăh Nét Preăh
- Rohal Rohal
- Tean Kam
- Tuek Chour Smach

Na terenie dystryktu położone są 102 miejscowości.

## Kody
- kod HASC[2] (Hierarchical administrative subdivision codes) – KH.OM.PN
- kod NIS[2] (National Institute of Statistics- district code) – 0104